# Iphiseiodes kamahorae
Iphiseiodes kamahorae är en spindeldjursart som beskrevs av De Leon 1966. Iphiseiodes kamahorae ingår i släktet Iphiseiodes och familjen Phytoseiidae. Inga underarter finns listade i Catalogue of Life.